# Never Gonna Give You Up (Mai Kuraki)
Never Gonna Give You Up è un singolo della cantante giapponese Mai Kuraki, pubblicato nel 2000 ed estratto dal suo primo album in studio Delicious Way.

## Tracce
- CD

1. Never Gonna Give You Up – 4:01
2. Trying to Find My Way – 3:33
3. Never Gonna Give You Up (It's Tonight remix) – 5:04
4. Never Gonna Give You Up (Instrumental) – 4:01

- 12" vinile

1. Never Gonna Give You Up – 4:01
2. Never Gonna Give You Up (It's Tonight remix) – 5:04
3. Never Gonna Give You Up (It's Tonight remix) [Instrumental] – 5:04